# Sorten Muld

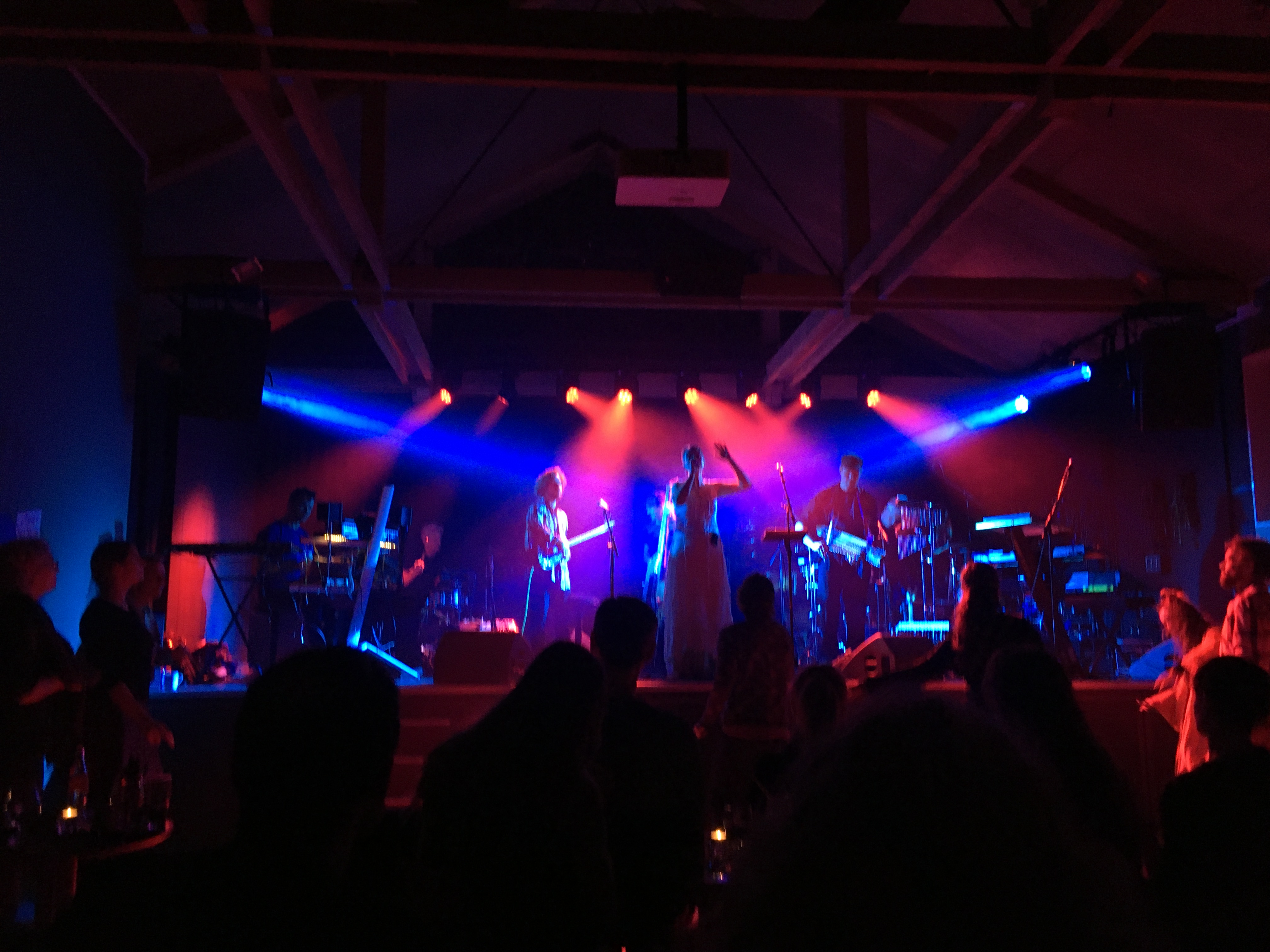
Sorten Muld, 2022

Sorten Muld (danska för Svart jord, jfr. svenskans mylla) är ett danskt band i hybridgenren elektro-folk. Bandet grundades 1995 och har vunnit två danska Grammys för albumet Mark II.
Musiken baseras på folkmusikmässiga klanger och delvis ålderdomliga instrument, men man använder även mycket elektroniska ljudkällor och en betydligt modernare rytmik som ligger närmare techno.

## Medlemmar
Ordinarie medlemmar
- Ulla Bendixen
- Martin Ottesen
- Henrik Munch

Instrumentalartister på III
- Søren Bendixsen - gitarr
- Harald Haugaard - fiol, altfiol, vevlira
- Johannes Hejl - kontrabas
- Niels Kilele - slagverk
- Tommy Nissen - trummor
- Martin Seeberg - säckpipa, tvärflöjt, mungiga

## Diskografi

### Album
- Sorten Muld (1996)
- Mark II (1997)
- III (2000)
- Jord, Luft, Ild, Vand (2002)
- Mark IV - lånt tid (2021)

### Singlar
- Ravnen (1997)
- Bonden og Elverpigen (1997)
- Som Stjernerne på Himlens blå (1997)
- Venelite (1998)
- Mylardatter (1998)
- Vølven (2000)
- "Glød/Gylden Glød" (2020) - med AySay
- "Sangen om jorden" (2021)
- "Venelite II" (2021)
- "Under Månens Blanke Tæppe" (2021)